# Pseudomunida fragilis
Pseudomunida fragilis är en kräftdjursart som beskrevs av Haig 1979. Pseudomunida fragilis ingår i släktet Pseudomunida och familjen Chirostylidae. Inga underarter finns listade i Catalogue of Life.